# Almejas y mejillones
Almejas y mejillones és una pel·lícula de coproducció entre l'Argentina i Espanya dirigida per Marcos Carnevale i protagonitzada per Leticia Brédice, Jorge Sanz i Antonio Gasalla. Va ser estrenada el 17 d'agost de 2000.

## Argument
En plena època de festa i desenfrenament pels carnestoltes, Rolondo (Jorge Sanz), un biòleg marí, lloga una casa davant del mar a Tenerife, per estudiar el comportament sexual dels musclos en plena època d'aparellament.
No obstant això, degut un error, en arribar a la casa Rolondo no troba la casa buida sinó que encara hi viu la seva anterior arrendatària: Paula (Leticia Brédice), una periodista argentina que devia diversos mesos de renda però que, per misterioses raons, mai havia rebut l'ordre de desnonament.
Paula es nega a abandonar la casa al·legant que té problemes personals i a més falta de diners, per la qual cosa, malgrat la negativa de Rolondo, tots dos es veuran forçats a conviure sota el mateix sostre.
Ella és una noia de vida lliure, desprejuiciada, poc ordenada i molt promíscua, que es manté econòmicament gràcies als diners que obté jugant partides clandestines de pòquer juntament amb el seu amic homosexual Freddy (Antonio Gasalla). Totes aquestes característiques es contraposaran l'extrema netedat, prolixitat, meticulositat i els valors tradicionalistes de Rolondo, la qual cosa farà que hi hagi friccions i xocs entre ells permanentment.
No obstant això, malgrat les diferències entre ells, Rolondo a poc a poc anirà enamorant-se d'ella, sense saber sobre una particularitat de Paula: ella és lesbiana. Malgrat que Paula no té el més mínim interès en els homes, l'arribada de Rolondo tal vegada li farà replantejar-se per primera vegada en la seva vida la seva orientació sexual.

## Repartiment
- Leticia Brédice.... Paola
- Jorge Sanz.... Rolondo/Diana
- Antonio Gasalla.... Fredy
- Loles León.... Socorro
- Silke.... Inma
- Divina Gloria.... Samantha
- Gerardo Baamonde.... Cambrer
- Ernesto Claudio.... Quique